# Карпович, Елена Ипполитовна
Елена Ипполитовна Карпович (1910—1989) — советская легкоатлетка, выступавшая во многих дисциплинах (прыжок в длину, прыжок в высоту, легкоатлетическое троеборье и пятиборье, барьерный бег, толкание ядра), чемпионка и призёр чемпионатов СССР, рекордсменка СССР, Заслуженный мастер спорта СССР (1937). Заслуженный врач РСФСР (1973).

## Биография
Выступала за клуб ЦДКА (Москва). В 1931—1936 годах — рекордсменка СССР в беге на 400 метров, барьерном беге на 80 метров (13,1 с, 1934 год), толкании ядра, легкоатлетическом пятиборье (2952, 1936 год).
Участница Великой Отечественной войны, майор медицинской службы. Награждена орденом Красной Звезды (1954), медалями «За победу над Германией в Великой Отечественной войне 1941—1945 гг.» (1945) и «За боевые заслуги» (1950).
Похоронена на Востряковском кладбище в Москве.

## Спортивные результаты
- Всесоюзные межведомственные соревнования по лёгкой атлетике 1934 года:
  - Бег на 80 метров с барьерами —  (12,8);
  - Прыжок в высоту —  (1,45);
- Чемпионат СССР по лёгкой атлетике 1936 года:
  - Бег на 80 метров с барьерами —  (12,8);
  - Прыжок в высоту —  (1,50);
  - Прыжок в длину —  (5,23);
  - Прыжок в длину с места —  (2,47);
  - Пятиборье —  (3197);
- Чемпионат СССР по лёгкой атлетике 1937 года:
  - Бег на 80 метров с барьерами —  (12,7);
  - Прыжок в длину —  (5,39);
- Чемпионат СССР по лёгкой атлетике 1938 года:
  - Пятиборье — ;
- Чемпионат СССР по лёгкой атлетике 1939 года:
  - Прыжок в высоту —  (1,50);
  - Прыжок в длину —  (5,60);